# Třída Roberts
Třída Roberts byla třída monitorů britského královského námořnictva z období druhé světové války. Celkem byly postaveny dvě jednotky této třídy. Ve službě byly v letech 1941–1955. Byly to poslední postavené britské monitory.

## Stavba
Celkem byly postaveny dvě jednotky této třídy. První postavila loděnice John Brown & Co. v Clydebanku a druhý loděnice Vickers-Armstrongs ve Wallsendu. Do služby byly přijaty v letech 1941–1943.
Jednotky třídy Roberts:
| Jméno                  | Loděnice           | Založení kýlu  | Spuštěna        | Dodání         | Status                                                                |
| ---------------------- | ------------------ | -------------- | --------------- | -------------- | --------------------------------------------------------------------- |
| HMS Roberts (F40)      | John Brown         | 30. dubna 1940 | 1. února 1941   | 27. října 1941 | Po válce cvičná loď, vyřazen 1955, šesrotován 1965.                   |
| HMS Abercrombie (F109) | Vickers-Armstrongs | 26. dubna 1941 | 31. března 1941 | 5. května 1943 | Po roce 1946 cvičná loď a plovoucí kasárna, vyřazen 1954, sešrotován. |

## Konstrukce

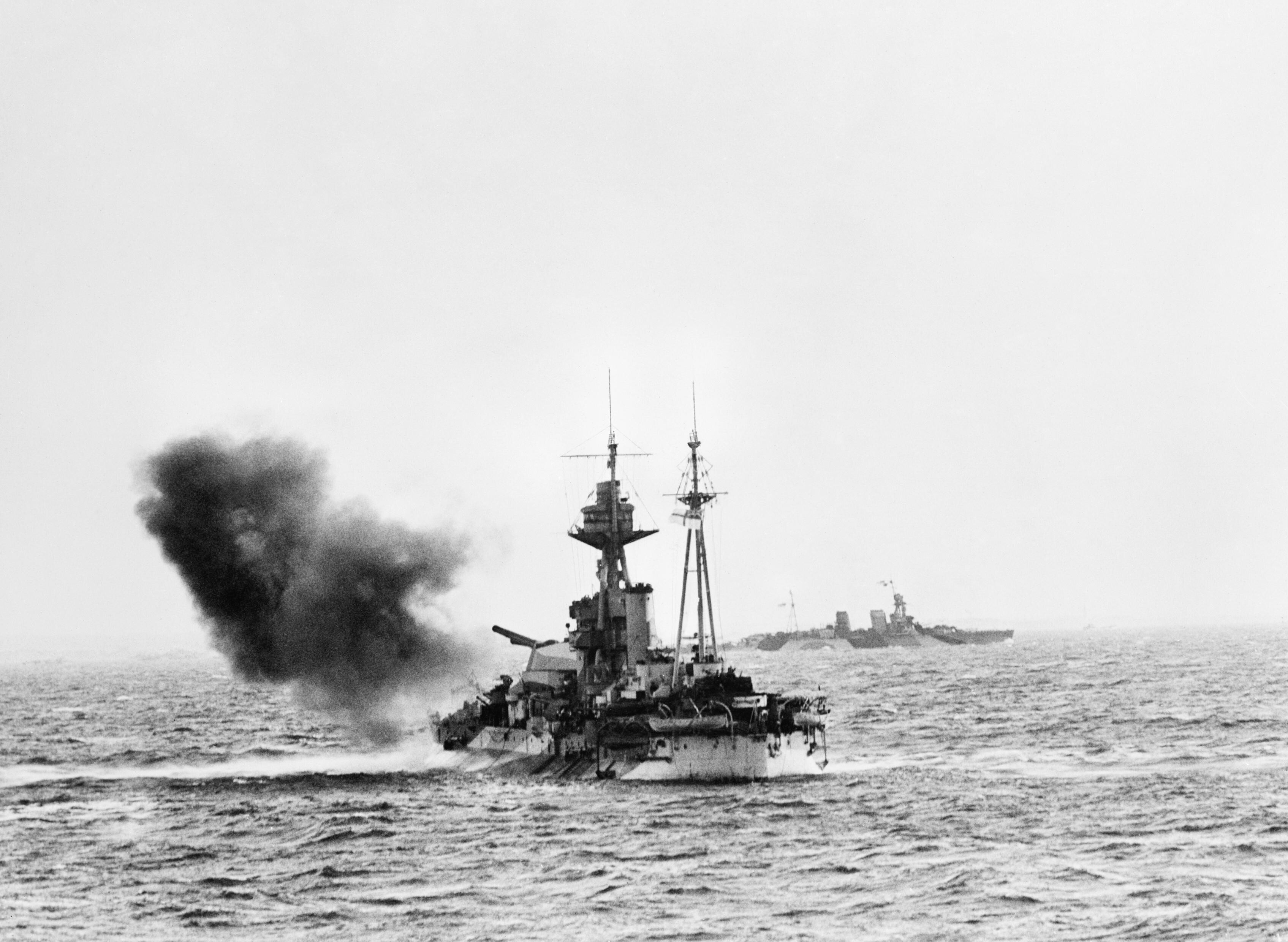
HMS Roberts (F40) podporuje vylodění v Normandii

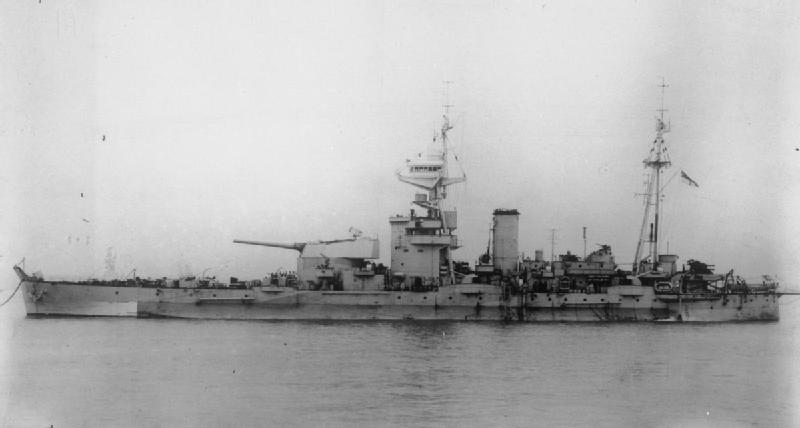
HMS Roberts (F40)

Výzbroj tvořily dva 381mm kanóny ve dvoudělové věži, osm 102mm kanónů ve dvoudělových věžích, dále šestnáct 40mm kanónů a osm 20mm kanónů (Abercrombie jich nesl šestnáct). Zatímco dělová věž s kanóny monitoru Roberts pocházela z monitoru HMS Marshal Soult, jeho sesterská loď Abercombie nesla věž původně objednanou pro lehký bitevní křižník HMS Furious (47). Pohonný systém tvořily dva kotle a dvě převodové turbíny Parsons o výkonu 4800 hp, pohánějící dva lodní šrouby. Nejvyšší rychlost dosahovala 12,5 uzlu. Dosah byl 2600 námořních mil při rychlosti 12 uzlů.